# مارکو هوگر
مارکو هوگر (انگلیسی: Marco Höger؛ زادهٔ ۱۶ سپتامبر ۱۹۸۹) یک بازیکن فوتبال اهل آلمان است.
از باشگاه‌هایی که در آن بازی کرده‌است می‌توان به شالکه ۰۴، آلمانیا آخن و کلن اشاره کرد.